# Giorgia Whigham
Giorgia Whigham, född 19 augusti 1997 i New York, är en amerikansk skådespelare.
Whigham har bland annat medverkat i TV-serierna The Punisher, Scream och Ted.

## Filmografi (i urval)
- 2019 – The Punisher (TV-serie)
- 2019 – Scream (TV-serie)
- 2024 – Ted (TV-serie)